# Nhân tố chuyển vị ngược LTR

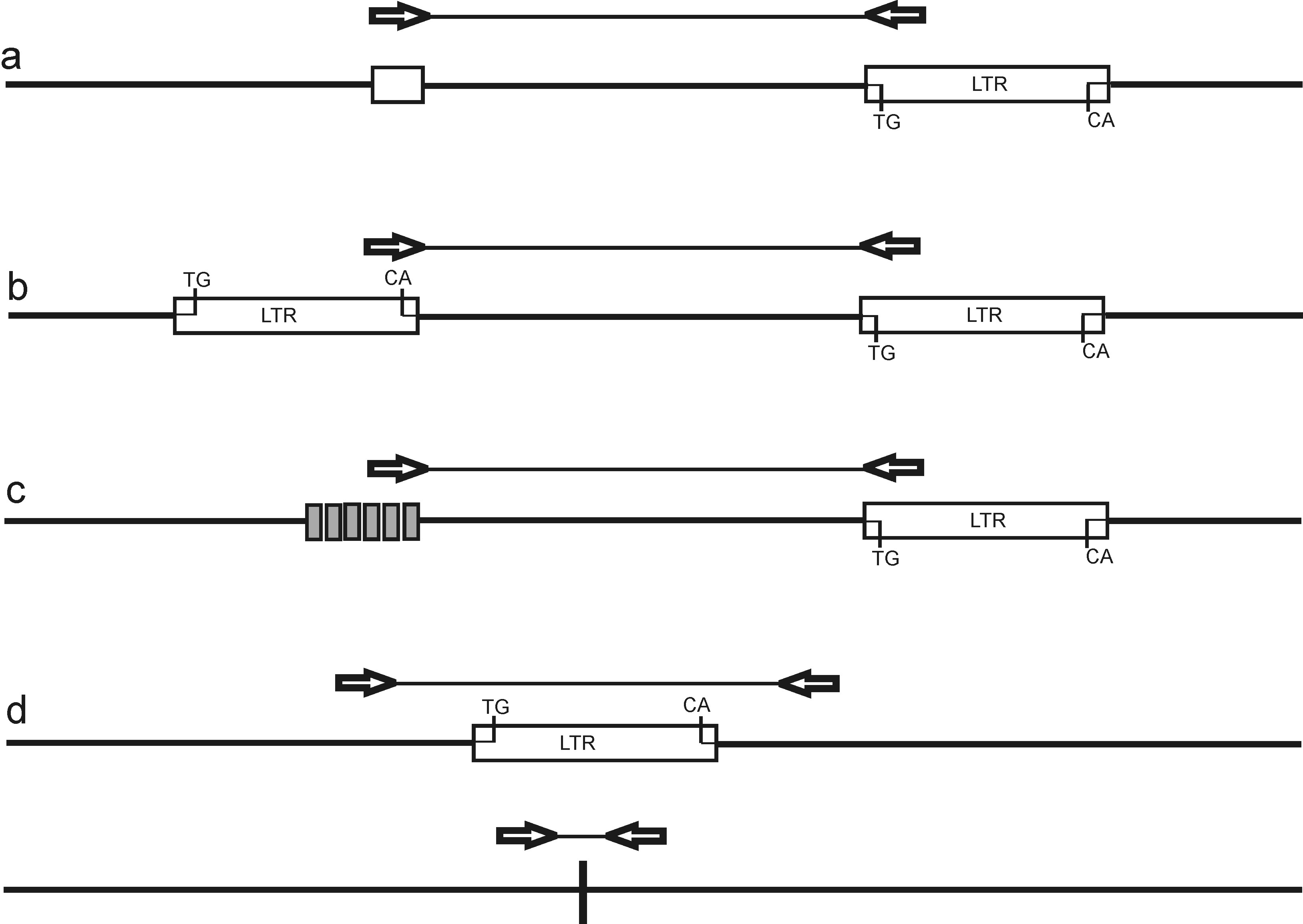
Hình 1: Sơ đồ mô tả LTR.

Nhân tố chuyển vị ngược LTR là khái niệm được dịch kết hợp ghép từ của thuật ngữ có nguyên gốc tiếng Anh là: Long Terminal Repeats Retrotransposons., 
Nếu dịch toàn bộ thuật ngữ này thì sẽ có một từ khá dài: "nhân tố chuyển vị ngược đầu cuối lặp lại dài", hoặc "nhân tố chuyển vị ngược có chuỗi lặp đoạn cuối dài". Ngoài ra, nhiều tác giả thường gọi tắt thuật ngữ này là chuyển vị LTR, còn gen ở quá trình này là gen LTR, mặc dù không đầy đủ và chưa thật chính xác, nhưng trong ngữ cảnh nhất định vẫn có thể hiểu đúng.

## Nội dung khái niệm
Để hiểu được khái niệm này cũng không quá phức tạp. Cụ thể như sau:
- Các gen trên NST có khả năng thay đổi vị trí của chúng, sự thay đổi lô-cut gen ban đầu này gọi tắt là chuyển vị tức transposition.
- Các gen chuyển vị có thể là alen với nhau và đổi chỗ cho nhau, nhưng lô-cut gen coi như không đổi. Đó là hiện tượng do Thomas Hunt Morgan phát hiện ra cách đây đã hơn 100 năm (giải Nobel 1934), do trao đổi chéo các NST tương đồng. Trong quá trình này, có sự chuyển vị kép: gen này đổi chỗ cho gen kia, còn gen kia chuyển vào đúng chỗ cũ của gen này, nghĩa là có sự trao đổi tương hỗ. Do đó, sau Morgan, các nhà di truyền học gọi là tái tổ hợp tương đồng.
- Tuy nhiên, khoa học còn phát hiện thêm hiện tượng tái tổ hợp nhưng không có sự trao đổi tương hỗ như vậy, nên gọi là tái tổ hợp không tương đồng.
- Trong tái tổ hợp không tương đồng, gen chuyển vị theo cách "nhảy", nghĩa là nó bị cắt và được chuyển dời rồi chèn vào chỗ khác trong bộ gen. Đó là phát hiện của Barbara McClintock (giải Nobel 1983).
- Tuy nhiên, ở hiện tượng tái tổ hợp không tương đồng, còn có trường hợp gen không nhảy, nhưng bản sao ngược của nó từ RNA do chính nó tạo ra lại chuyển vị. Các gen này gọi là gen chuyển vị ngược.
- Trong số các gen chuyển vị ngược, có loại khi bản sao của nó "nhảy" thì cần sự hình thành - ở cấp độ phân tử - một chuỗi nuclêôtit lặp đi, lặp lại nhiều lần ở một đầu, nghĩa tiếng Anh là "Long Terminal Repeats" (viết tắt là LTR), được dịch là chuỗi lặp đoạn cuối dài.
- Do đó gen này còn gọi tắt là gen LTR, hay đầy đủ hơn là "nhân tố chuyển vị ngược LTR" trình bày trong bài viết này. Còn loại khác - ngược lại - gọi là gen chuyển vị ngược không LTR (xem thêm chi tiết về vấn đề này ở mục "Các loại" của trang Nhân tố chuyển vị ngược). Thực chất của gen chuyển vị ngược là gen không nhảy, mà nó được khuếch đại (nhân lên theo con đường sao ngược) rồi các bản được khuếch đại này chuyển vị.[2], [3], [4]

## Mô tả tổng quát
Ở hình 1 là sơ đồ hiện tượng khuếch đại gen theo kiểu PCR, nhưng diễn ra trong tự nhiên.
- Sơ đồ phía trên (A): Chuỗi xác định được khuếch đại đa hình (SSAP), trong đó DNA sau khi chịu tác động của PstI và nối với nhân tố tương thích MseI.
- Sơ đồ B: Tính đa hình khuếch đại IRAP, trong đó có quan hệ giữa mồi ngược từ chuỗi LTR.
- Sơ đồ C: Xảy ra quá trình gọi là "khuếch đại chuyển vị ngược vi vệ tinh đa hình" (Retrotransposon-microsatellite Amplified Polymorphism (viết tắt là ReMAP), giữa các mồi PCR của chuỗi LTR, ví dụ: 5'-CA CA CA CA CA CA CA CA CA CA G.
- Sơ đồ dưới cùng (D): Chèn (RBIP) sử dụng mồi chuyển vị ngược (primers retrotransposition) và với retrotraposon LTR. Nghĩa là có sự tích hợp (integration).
- Đặc điểm cơ bản của kiểu chuyển vị của gen LTR này là:
  - Phải sao rồi mới chèn, mà không bị cắt.
  - Quá trình hình thành có chuỗi LTR.

## Cơ chế chuyển vị LTR

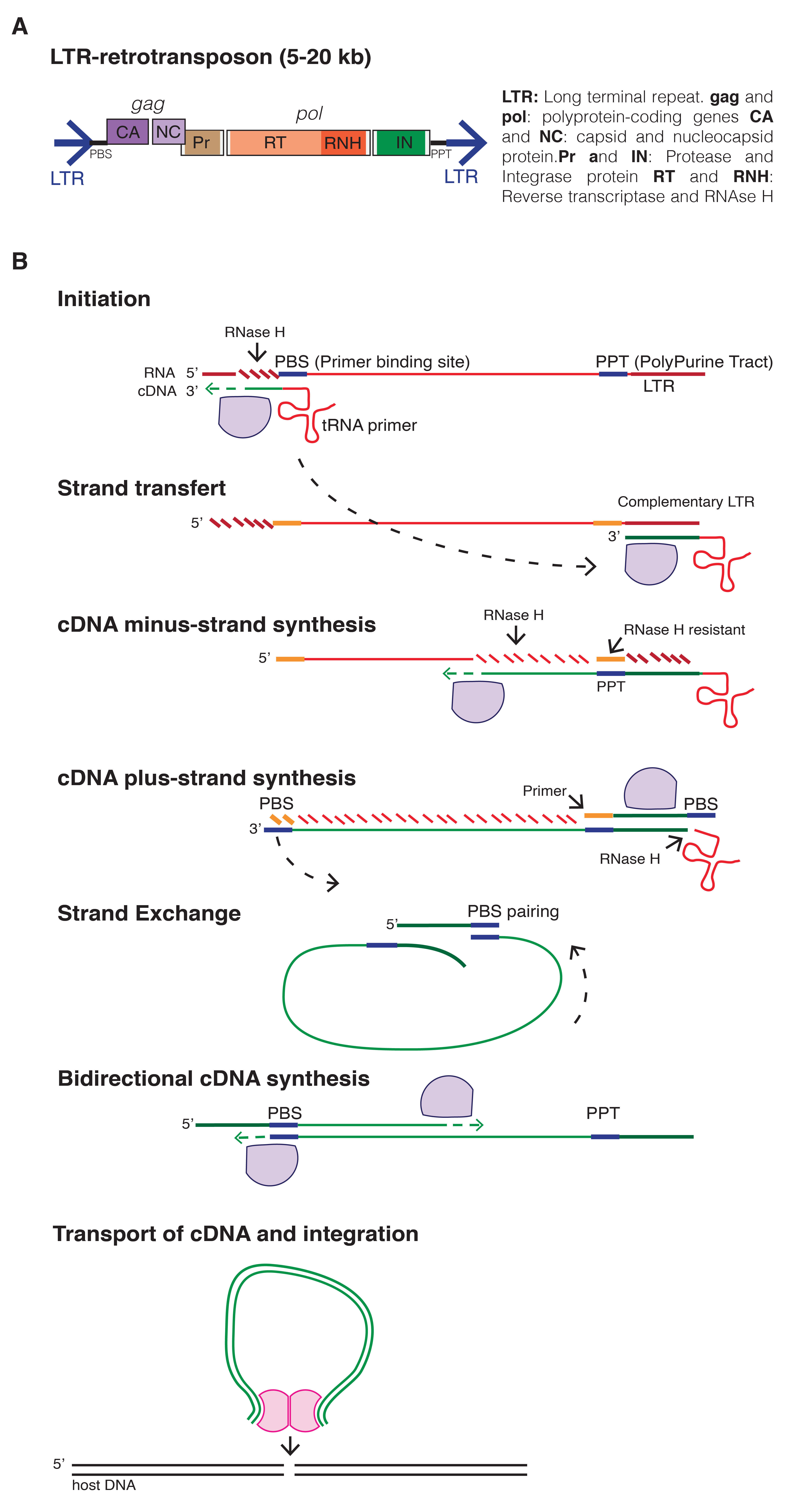
Hình 2: Cơ chế của một kiểu chuyển vị LTR (từ Mariuswalter).

Cơ chế này đã được các nhà khoa học nghiên cứu tường tận trên nhiều đối tượng, thuộc nhiều loài sinh vật khác nhau. Một trong các đối tượng đó là nấm Candida albicans thường gây viêm ở người như viêm âm đạo, đôi khi đe dọa tính mạng. Loài này có bộ gen đơn bội với kích thước 16 Mb và đã được Đại học Stanford lắp ráp ở dạng 14.9 Mb, tạo điều kiện cho sự hiểu biết về cấu trúc di truyền, tính gây bệnh, khả năng thích ứng và sự tiến hóa của nó.
Cấu tạo và cơ chế hoạt động trình bày dưới đây dựa trên hình 2 có thể là của Marius Walter - nhà sinh vật học ở Viện nghiên cứu lão hóa Buck  của Hoa Kỳ.

### Cấu trúc phức hợp LTR
- Trong hình 2, sơ đồ trên cùng (A) mô tả cấu trúc của phức hợp nhân tố chuyển vị ngược LTR, kích thước khoảng (5 – 20 kb). Đây là một chuỗi các phân tử hoặc tập hợp phân tử phức tạp, gồm cả các gen và nhiều tổ hợp protein. Theo mô hình này, thì phức hợp gồm:

→ PBS – CA-NC – Pr-RT-RNH-IN – PPT →
- Trong đó:

1. GAG và POL là các gen mã hoá đa protein.
2. CA là capxit (phức hợp protein làm vỏ bao quanh hạt virus).
3. NC là nucleocapxit (phức hợp protein nhân bao quanh lõi axit nuclêic).
4. Pr là enzym proteaza
5. IN là enzym chèn (integrase protein)
6. RT là enzym sao ngược (reverse transcriptase)
7. RNH = H RNA-aza (RNAse H).
8. PBS (viết tắt của primer binding site) là vị trí gắn mồi.
9. PPT (viết tắt từ PolyPurine Tract) là vùng pôly urin.[7]

### Cơ chế
- Sơ đồ B mô tả tóm tắt cơ chế chuyển vị ngược xảy ra trong hạt virut nằm ở tế bào chất vật chủ (host). Các bước tóm tắt như sau (để dễ theo dõi sơ đồ có chú thích tiếng Anh, tác giả giữ nguyên tiêu đề tiếng Anh, có dịch bên cạnh).

Initiation (khởi đầu): Tại vị trí liên kết mồi gọi là PBS (primer binding site) của tRNA tế bào chủ tại phía cuối (hạ lưu) ở đầu 5'LTR. Bạn nên nhớ rằng, quá trình đang xảy ra ở mRNA mà trước đó (không vẽ trong sơ đồ), thì DNA đã phiên ra phân tử mRNA này. Từ sợi mRNA này làm khuôn, sao ngược đã tạo ra một âm bản là sợi đơn DNA (tức complementary DNA, viết tắt: cDNA, đoạn màu lục). Âm bản này liên kết với một RNA vận chuyển gọi là tRNA mồi (tRNA primer).
Strand transfert (chuyển chuỗi): Chuỗi mới tổng hợp của 5'LTR (Complementary LTR) sau đó được chuyển vào 3'LTR để làm mồi cho phiên mã ngược của chuỗi âm bản này.
cDNA minus-strand synthesis (tổng hợp sợi đơn DNA bổ sung âm bản): Vùng pôlypurin chịu/kháng RNase H đóng vai trò như một mồi cho tổng hợp dương bản của 3'LTR và PBS bổ sung.
cDNA plus-strand synthesis (tổng hợp sợi đơn DNA bổ sung dương bản): Chuỗi PBS dương bản mới được tổng hợp liên kết với chuỗi PBS âm bản
Strand exchange (trao đổi chuỗi): Ghép nối vị trí liên kết mồi (PBS pairing).
Bidirectional cDNA synthesis (tổng hợp DNA hai chiều) tạo sợi kép.
Transport of cDNA and integration (vận chuyển sợi DNA và chèn): Chuỗi kép được tạo ra (đường cong đôi màu lục) được thể vận chuyển mang đi, rồi chèn vào DNA đích - tức DNA vật chủ (host DNA).
Kết quả là bản sao của gen ban đầu (gen bị chuyển vị) được tạo ra gồm 2 mạch được chèn vào DNA đích trong bộ gen vật chủ. Nghĩa là tạo ra gen lập lại ở lô-cut gen khác.

## Các nhóm

### Ty1-copia retrotransposons
Nhóm này gọi tắt là Ty1-copia rất phong phú, đã phát hiện ở nhiềucác loài khác nhau, từ tảo đơn bào đến rêu, cây Hạt trần cũng như ở Hạt kín. Chúng mã hóa bốn miền protein theo thứ tự sau: protease, integrase, reverse transcriptase và ribonuclease H.
Nhóm này lại được chia thành năm dòng:
1. Sireviruses / Maximus,
2. Oryco / Ivana,
3. Retrofit / Ale,
4. TORK (được chia nhỏ thành Angela / Sto, TAR / Fourf, GMR / Tork),
5. Bianca.

Dòng đầu (Sireviruses / Maximus retrotransposons) chứa một gen bao phụ, được đặt tên theo yếu tố SIRE1 trong hệ gen đậu tương (Glycine max), và sau đó được phát hiện ở ngô (Zea mays), Arabidopsis thaliana, Thông biển sao (Pinus pinaster) v.v

### Ty3-gypsy retrotransposons
Ty3-gypsy (Metaviridae) gặp rất nhiều ở Giới Thực vật, kể cả thực vật Hạt trần và Hạt kín. Chúng mã hóa ít nhất bốn miền protein theo thứ tự: protease, sao chép ngược, ribonuclease H và integrase. Dựa trên cấu trúc, sự hiện diện / vắng mặt của các lĩnh vực protein cụ thể, và các mô hình chuỗi protein được bảo tồn, chúng có thể được chia thành nhiều dòng:
1. Errantivirus có chứa một ORF bao bọc tương đồng với gen bao bọc retrovirus.
2. Chromovirus có chứa một vùng sắc tố chromodomain bổ sung tại đầu C (cac-bô-xyl) của protein integrase của chúng. Nhóm này phổ biến rộng rãi trong nấm. Theo trình tự và cấu trúc của chromodomain, mà nhóm chromovirus này được chia thành bốn nhóm phụ: CRM, Tekay, Reina và Galadriel.
3. Nhân tố Ogre khá khổng lồ, vì kích thước tới 25 kb, được mô tả lần đầu tiên ở đậu Hà Lan (Pisum sativum).
4. Metavirus có retrotransposons như mọi Ty3-gypsy thông thường, nhưng không chứa miền bổ sung ORF.

### Retrovirus nội sinh (ERV)
Nhóm này có retrotransposons LTR. Một retrovirus kiểu này mà lây nhiễm vào vật chủ, thì nó có khả năng chèn chính nó vào bộ gen ở tế bào mầm, do đó di truyền theo chiều dọc (nghĩa là di truyền từ đời trước sang đời sau), nên gọi là virut sao ngược nội sinh (Endogenous Retrovirus). Các retrovirus nội sinh là các chất dẫn truyền LTR quan trọng nhất ở động vật có vú, chiếm khoảng 8% bộ gen của con người và khoảng 10% bộ gen của chuột.
Ngoài ra còn có Ty2, Ty4, và Ty5.